# ATP Osaka 1973
L'ATP Osaka 1973 è stato un torneo di tennis giocato sul cemento. È stata la 1ª edizione dell'ATP Osaka, che fa parte del Commercial Union Assurance Grand Prix 1973. Il torneo si è giocato a Osaka in Giappone dal 1° al 7 ottobre 1973.

## Campioni

### Singolare maschile
Ken Rosewall ha battuto in finale  Toshiro Sakai con il punteggio di 6–2 6–4

### Doppio maschile
Jeff Borowiak /  Tom Gorman hanno battuto in finale  Jun Kamiwazumi /  Ken Rosewall con il punteggio di 6–4, 7–6